# 16 Lyrae
Désignations
16 Lyrae (en abrégé 16 Lyr) est une étoile binaire suspectée de la constellation boréale de la Lyre. Elle est visible à l'œil nu avec une magnitude apparente de 5,01. D'après la mesure de sa parallaxe annuelle par le satellite Gaia, le système est distant de ∼ 127 a.l. (∼ 38,9 pc) de la Terre. Il s'en éloigne à une vitesse radiale héliocentrique de +4,4 km/s. Il est suspecté être membre du courant de la Grande Ourse, un groupe d'étoiles qui se déplacent ensemble dans l'espace et qui partagent une origine commune.
16 Lyrae apparaît être une binaire astrométrique. Abt et Morrell (1995) ont classé sa composante visible comme une sous-géante blanche de type spectral A6 IV, suggérant qu'elle serait en train d'évoluer hors de la séquence principale. Cowley et al. (1969) l'avaient quant à eux classé comme une étoile blanche de la séquence principale ordinaire de type spectral A7 V. Les modèles d'évolution stellaire indiquent qu'elle n'a complété que 45 % de sa vie sur la séquence principale.
16 Lyrae est 1,72 fois plus massive que le Soleil et elle est âgée autour de 400 millions d'années. Elle tourne sur elle-même à une vitesse de rotation projetée de 85 km/s. Cette rotation donne à l'étoile une forme légèrement aplatie, avec un rayon équatorial qui vaut 1,64 R☉ et un rayon polaire qui vaut 1,62 R☉. Pour la même raison, sa température effective n'est pas la même partout, avec une température de surface allant de 8 030 K à l'équateur à 8 240 K aux pôles.
Le système de 16 Lyrae est une source de rayons X connue avec une luminosité de 105,3 × 1020 W, qui sont très probablement émis par le compagnon invisible.